# Heinrich von Reventlow (Propst)

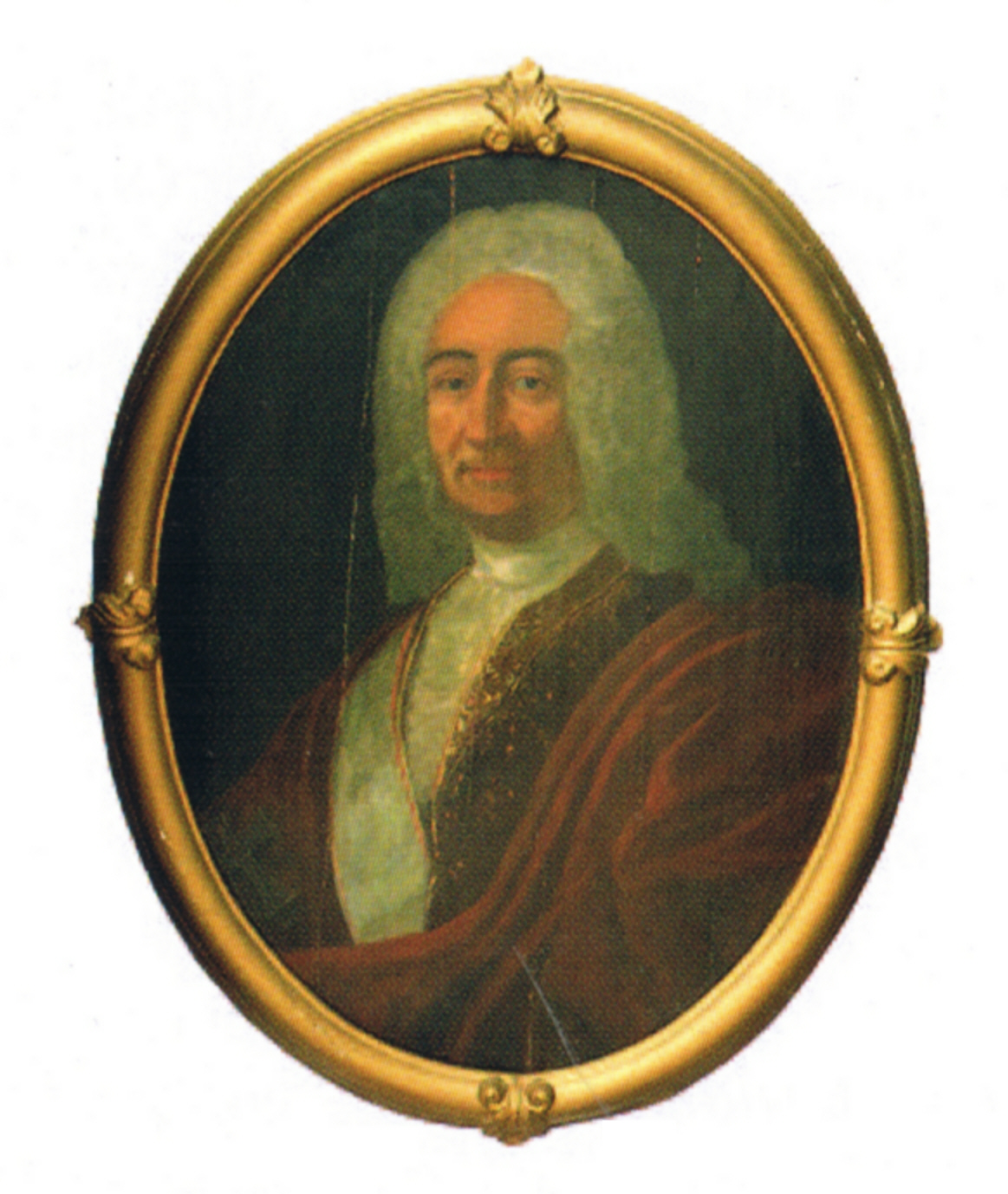
Heinrich von Reventlow (1678–1732)

Reichsgraf Heinrich von Reventlow (* 1678 vermutlich in Kiel; † 13. Januar 1732 in Kiel) war Herr auf Rantzau, Kronshagen und Kollmar, Kaiserlicher Hofrat, Klosterpropst von Uetersen und Träger des Dannebrog-Orden.

## Leben
Seine Eltern waren Detlev (* 1654; † 1701) und Dorothea Reventlow (geb. Ahlefeldt, * 1648; † 1720). Er wurde 1725 zum Klosterpropst des Klosters Uetersen gewählt und stand im Dienst der dänischen Krone als Reichshofrat. Er war der zweite von drei Pröbsten der streitbaren und selbstherrlichen Priörin Gräfin Anna Emerentia von Reventlow (* 1680; † 1753). Mit ihr in endlosen Zwist verwickelt, trat er schon nach sieben Jahren von seinem Amt als Klosterprobst zurück, wie es sein Vorgänger Friedrich von Reventlow nach 30 Jahren auch getan hatte  (siehe auch: Benedikt von Ahlefeld). Heinrich von Reventlow verstarb am 13. Januar 1732 in Kiel und wurde am 17. Januar in Preetz beigesetzt.